# 1872
1872 (MDCCCLXXII) je bilo prestopno leto, ki se je po gregorijanskem koledarju začelo na ponedeljek, po 12 dni počasnejšem julijanskem koledarju pa na soboto.

## Dogodki
- V velikem požaru v Bostonu umre veliko ljudi.
- astronomi prvič opazijo roj meteorjev, ki jih poimenujejo Andromedidi, oziroma Bielidi.
- Ustanovi se prostovoljno gasilsko društvo Vič.
- Zgradi se železniška postaja Schaan-Vaduz v Lihtenštajnu.

## Rojstva
- 4. januar - Matija Jama, slovenski slikar († 1947)
- 6. januar - Aleksander Nikolajevič Skrjabin, ruski skladatelj, pianist († 1915)
- 23. januar - Paul Langevin, francoski fizik († 1946)
- 3. februar - Goce Delčev, makedonski revolucionar († 1903)
- 7. marec - Piet Mondrian, nizozemski slikar († 1944)
- 29. april - Forest Ray Moulton, ameriški astronom († 1952)
- 6. maj - Willem de Sitter, nizozemski astronom, kozmolog († 1934)
- 10. maj - Marcel Mauss, francoski sociolog, antropolog († 1950)
- 12. maj - Anton Korošec, slovenski politik († 1940)
- 18. maj - Bertrand Russell, angleški matematik, filozof, nobelovec 1950 († 1970)
- 14. junij - Janoš Slepec, madžarski slovenski katoliški duhovnik, zgodovinopisec in novinar († 1936)
- 23. junij - Jože Plečnik, slovenski arhitekt († 1957)
- 27. junij - Heber Doust Curtis, ameriški astronom († 1942)
- 16. julij - Roald Amundsen, norveški polarni raziskovalec († 1928)
- 31. maj - Charles Greeley Abbot, ameriški astrofizik, astronom († 1973)
- 15. avgust - Aurobindo Ghose, indijski nacionalist, učenjak, filozof († 1950)
- 19. avgust - Théophile Ernest de Donder, belgijski matematik, fizik († 1957)
- 1. november - Hendrik A. Seyffardt, nizozemski general († 1943)
- 7. december - Johan Huizinga, nizozemski zgodovinar († 1945)
- 16. december - Anton Ivanovič Denikin, general ruske carske armade († 1947)

## Smrti
- 21. januar - Franz Grillparzer, avstrijski dramatik (* 1791)
- 2. april - Samuel Finley Breese Morse, ameriški izumitelj, slikar (* 1791)
- 18. junij - Benito Juárez, mehiški državnik, predsednik Mehike (* 1806)
- 5. avgust - Charles-Eugène Delaunay, francoski astronom, matematik (* 1816)
- 13. september - Ludwig Andreas Feuerbach, nemški filozof (* 1804)
- 22. september - Vladimir Ivanovič Dalj, ruski leksikograf, narodopisec, jezikoslovec (* 1801)
- 21. oktober - Jacques Babinet, francoski fizik (* 1794)